# Charles de Lacretelle
Charles de Lacretelle, detto Lacretelle le jeune (Metz, 3 settembre 1766 – Mâcon, 26 marzo 1855), è stato uno storico francese.

## Biografia
Chiamato Lacretelle le jeune per distinguerlo dal fratello più anziano Pierre Louis de Lacretelle, nacque a Metz. Venne chiamato a Parigi dal fratello nel 1787 e, nel periodo della Rivoluzione francese appartenne, assieme a Pierre, al partito dei Foglianti. Per un periodo fu segretario del famoso filantropo Duca di la Rochefoucauld-Liancourt. In seguito entrò nella redazione del Journal de Paris, diretto da Suard, in cui ebbe come colleghi André Chénier e Jean-Antoine Roucher. Non nascose mai le sue simpatie monarchiche e ciò, assieme al modo in cui riportò sul giornale il processo e la morte di Luigi XVI, mise in pericolo la sua vita. Per evitare problemi si arruolò nell'esercito, ma dopo Termidoro ritornò a Parigi e riprese il lavoro giornalistico.
Coinvolto nel movimento realista del 13 Vendemmiaio, fu condannato alla deportazione dopo il 18 Fruttidoro. Grazie alla sua forte influenza, venne comunque lasciato in prigione fino al 18 brumaio, quando riebbe la libertà grazie a Joseph Fouché. Sotto l'Impero venne nominato professore di storia alla Facoltà di lettere di Parigi (1809) ed eletto membro dell'Académie française nel 1811. Nel 1827 fu il principale artefice della protesta dell'Accademia contro la legge di Peyronnet sulla stampa, cosa che portò al fallimento della misura, ma gli costò il posto di censore reale.
Sotto il regno di Luigi Filippo Lacretelle si dedicò interamente all'insegnamento e al lavoro letterario. Nel 1848 si ritirò a Mâcon. Anche lì, come a Parigi,  fu al centro di un brillante circolo intellettuale.

## Opere
L'impegno di Lacretelle si concentrò su una serie di opere storiche sul XVIII secolo, la Rivoluzione e le sue conseguenze.
- Précis historique de la Revolution française, seguito della storia di Rabaud St Etienne, in parte scritta nella prigione di La Force (5 volumi, 1801-1806)
- Histoire de France pendant le XVIII' siècle (6 volumi, 1808)
- Histoire de l'Assemblée Constituante (2 volumi, 1821)
- L'Assemblée Legislative (1822)
- La Convention Nationale (3 volumi, 1824-1825)
- Histoire de France depuis la restauration (1829-1835)
- Histoire du consulat et de l'empire (4 volumi, 1846)